# تاتيانا بيتروفا
تاتيانا بيتروفا (بالروسية: Петрова, Татьяна Владимировна)‏ هي لاعبة كرة الماء روسية، ولدت في 22 مايو 1973 في مياس في روسيا.

## وصلات خارجية
- تاتيانا بيتروفا على موقع اللجنة الأولمبية الدولية (الإنجليزية)
- تاتيانا بيتروفا على موقع أوليمبيديا (الإنجليزية)